# Галіна (Іллінойс)
Галіна (англ. Galena) — місто (англ. city) в США, в окрузі Джо-Дейвісс штату Іллінойс. Населення — 3308 осіб (2020).

## Географія
Галіна розташована за координатами 42°25′22″ пн. ш. 90°25′49″ зх. д. / 42.42278° пн. ш. 90.43028° зх. д. (42.422695, -90.430222).  За даними Бюро перепису населення США в 2010 році місто мало площу 10,80 км², з яких 10,78 км² — суходіл та 0,02 км² — водойми. В 2017 році площа становила 11,57 км², з яких 11,55 км² — суходіл та 0,02 км² — водойми.

### Клімат
| Клімат : Галіна              | Клімат : Галіна | Клімат : Галіна | Клімат : Галіна | Клімат : Галіна | Клімат : Галіна | Клімат : Галіна | Клімат : Галіна | Клімат : Галіна | Клімат : Галіна | Клімат : Галіна | Клімат : Галіна | Клімат : Галіна | Клімат : Галіна |
| Показник                     | Січ.            | Лют.            | Бер.            | Квіт.           | Трав.           | Черв.           | Лип.            | Серп.           | Вер.            | Жовт.           | Лист.           | Груд.           | Рік             |
| Абсолютний максимум, °C      | 15,0            | 20,6            | 29,4            | 31,1            | 33,3            | 38,3            | 38,3            | 38,9            | 34,4            | 32,8            | 25,0            | 20,0            | 38,9            |
| Середній максимум, °C        | −2,2            | 1,1             | 7,2             | 15,6            | 21,1            | 26,7            | 28,3            | 27,8            | 23,3            | 16,7            | 8,3             | 0,6             | 14,6            |
| Середній мінімум, °C         | −12,2           | −10             | −3,9            | 2,2             | 7,8             | 13,3            | 15,6            | 14,4            | 8,9             | 2,8             | −2,8            | −9,4            | 2,3             |
| Абсолютний мінімум, °C       | −36,1           | −37,2           | −25,6           | −11,1           | −6,1            | 0,6             | 3,9             | 2,8             | −7,2            | −12,2           | −18,9           | −33,9           | −37,2           |
| Норма опадів, мм             | 29              | 40              | 57              | 90              | 100             | 127             | 94              | 114             | 84              | 75              | 72              | 52              | 934             |
| ---------------------------- | --------------- | --------------- | --------------- | --------------- | --------------- | --------------- | --------------- | --------------- | --------------- | --------------- | --------------- | --------------- | --------------- |
| Джерело: The Weather Channel |                 |                 |                 |                 |                 |                 |                 |                 |                 |                 |                 |                 |                 |

## Демографія
Згідно з переписом 2010 року, у місті мешкало 3429 осіб у 1632 домогосподарствах у складі 896 родин. Густота населення становила 318 осіб/км².  Було 1960 помешкань (181/км²).
Расовий склад населення:
| - 93,6 % — білих - 0,7 % — корінних американців - 0,6 % — азіатів - 0,5 % — чорних або афроамериканців - 3,7 % — осіб інших рас |

До двох чи більше рас належало 1,0 %. Частка іспаномовних становила 8,3 % від усіх жителів.
За віковим діапазоном населення розподілялося таким чином: 17,7 % — особи молодші 18 років, 58,2 % — особи у віці 18—64 років, 24,1 % — особи у віці 65 років та старші. Медіана віку мешканця становила 48,1 року. На 100 осіб жіночої статі у місті припадало 93,6 чоловіків;  на 100 жінок у віці від 18 років та старших — 89,3 чоловіків також старших 18 років.
Середній дохід на одне домашнє господарство  становив 59 027 доларів США (медіана — 48 537), а середній дохід на одну сім'ю — 70 873 долари (медіана — 53 941). Медіана доходів становила 50 809 доларів для чоловіків та 32 500 доларів для жінок. За межею бідності перебувало 12,6 % осіб, у тому числі 25,8 % дітей у віці до 18 років та 5,5 % осіб у віці 65 років та старших.
Цивільне працевлаштоване населення становило 1606 осіб. Основні галузі зайнятості: освіта, охорона здоров'я та соціальна допомога — 16,9 %, мистецтво, розваги та відпочинок — 15,2 %, роздрібна торгівля — 11,8 %, фінанси, страхування та нерухомість — 10,0 %.